# Doamna Despina Milița
Doamna Despina Milița, född ?, död 1554, var Valakiets regent under sin sons minderårighet i september-december 1521. 
Hon var dotter till Iovan Brancovič och besläktad med både dynastin i despotatet Serbien och den bysantinska kejsardynastin Cantacuzino.
Hon gifte sig 1504 med Valakiets furste Neagoe Basarab. De fick sex barn och beskrivs som ett älskande par som gynnade kyrkan. Tillsammans grundade de ett flertal berömda kyrkor.  
Hennes man avled den 15 september 1521 och efterträddes av hennes son Teodosie, som var sexton år gammal och omyndig. Bojarerna godkände därför en förmyndarregering under hans mor Milița och hans fars farbror, Preda Craiovescu. 
I december 1521 tillfångatogs hennes son och fördes i fångenskap till Osmanska riket. Hon flydde med sina två döttrar till Transsylvanien, där hon ställde sig under beskydd av Ludvig II av Ungern. Hennes döttrar gifte sig med furstarna av Valakiet och Moldavien. Själv gick hon i kloster. Hon begravdes i kyrkan Curtea de Arges kloster.